# Kostel svatého Klimenta (Hostěnice)
Kostel svatého Klimenta u obce Hostěnice, asi 2 km jižně od Doksan, je bývalá sakrální stavba, sloužící jako obytný dům. Někdejší farní kostel zaniklé obce Mury snad založený v průběhu 10. století žáky sv. Cyrila a Metoděje, byl zrušen během josefínských reforem. Od 3. května 1958 je stavba chráněná jako kulturní památka.

## Historie
Na přelomu 10. a 11. století žilo v oblastech Českého středohoří a Dolního Poohří přibližně 5 000 osob. Kraj byl v porovnání se zbytkem země řídce osídlen, vesnice byly obvykle tvořeny čtyřmi nebo pěti domy. Žáci Cyrila a Metoděje založili osadu Mury na ostrově na řece Ohři v průběhu 10. století nedaleko Hostěnic, sídla Skrčků, nazývaných podle způsobu pohřbívání skrčených těl. Centrem osady byl kostel zasvěcený svatému Klimentu Římskému, se kterým jsou spojeny počátky křesťanství. Cyril a Metoděj, kteří ostatky tohoto svatého papeže nalezli, šířili jeho kult. Po nich následovalo šíření úcty i cyrilometodějskými žáky, proto jsou kaple a kostely z období 10. a 11. století často zasvěcené právě jemu.
Kostel byl přestavěn na konci 17. století. Po období josefínských reforem byl prodán do soukromých rukou coby obytný dům. Tomuto účelu slouží i ve 21. století. Na stavbě jsou patrné lizénové rámy s půlkruhovými okny (zazděnými). Zachovala se i část frontonu na střeše, vzniklého barokní přestavbou.

## Galerie

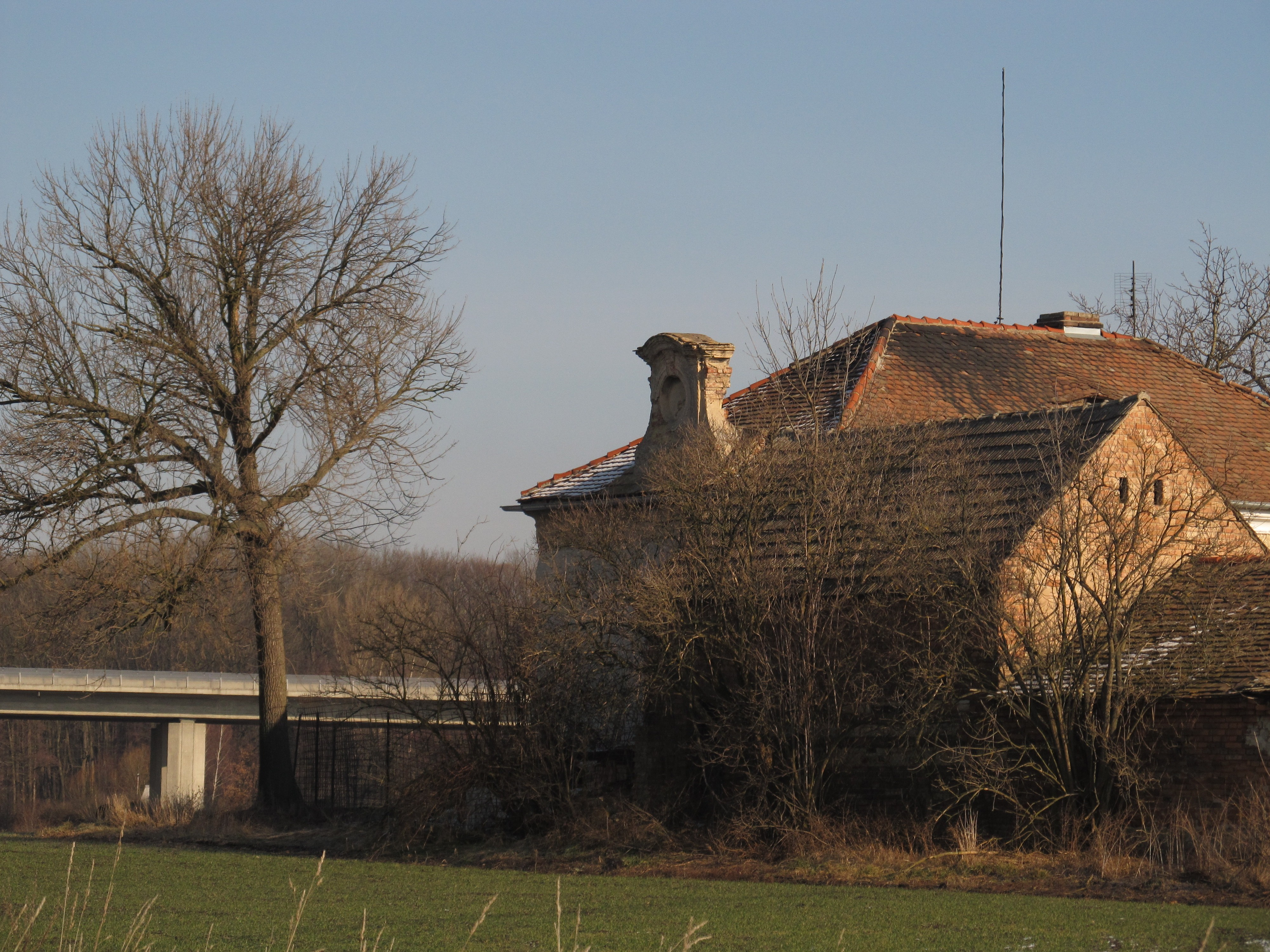
Kostel sv. Klimenta, v pozadí most přes Ohři u Doksan
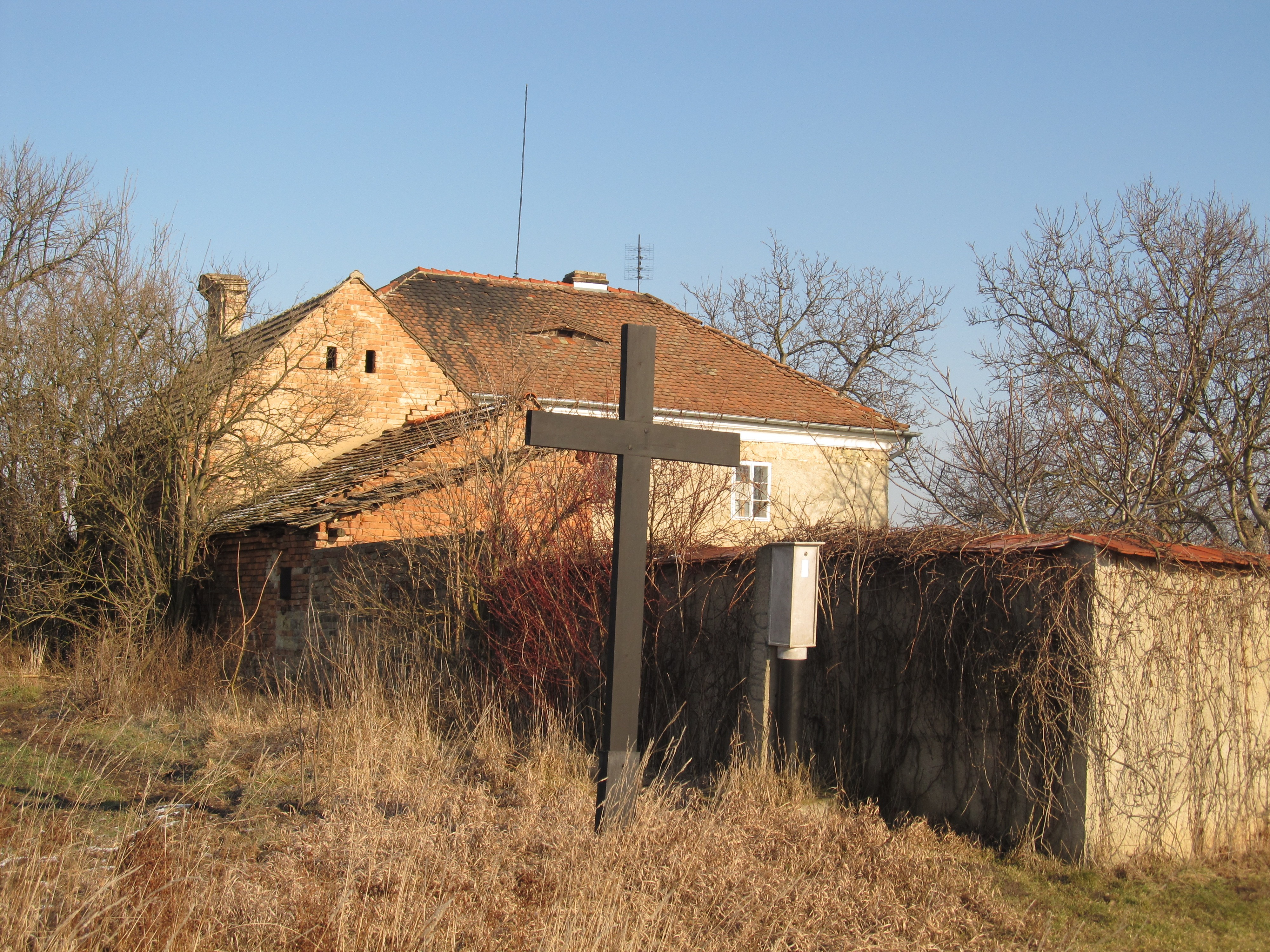
Kříž u kostela sv. Klimenta